# Darryl L. Gray
Pour les articles homonymes, voir Gray.
Darryl L. Gray (né le 29 décembre 1946) est un fermier, enseignant, professeur et homme politique fédéral et municipal du Québec.

## Biographie
Né à Campbellton au Nouveau-Brunswick, il entame sa carrière politique en devenant maire de la municipalité gaspésienne d'Escuminac au Québec. En 1984, il devint député du Parti progressiste-conservateur du Canada dans la circonscription fédérale de Bonaventure—Îles-de-la-Madeleine. Réélu en 1988, il est défait dans Gaspésie—Îles-de-la-Madeleine.